# میرسلاو اشتپانک
میرسلاو اِشتپانک (چکی: Miroslav Štěpánek؛ ۲ دسامبر ۱۹۲۳ – ۲۸ نوامبر ۲۰۰۵) هنرمند، طراح صحنه، پویانما، نویسنده، مجسمه‌ساز، نقاش، کارگردان فیلم، فیلم‌نامه‌نویس و طراح گرافیک اهل چکسلواکی بود.
او یکی از مشارکت‌کنندگان و هنرمندان نامدار پویانمایی چکسلواکی و همچنین فیلم‌های عروسکی، کارتونی و نمایشی چکی، بریتانیایی و ژاپنی در قرن بیستم میلادی است.